# Jemenkameleon
De jemenkameleon (Chamaeleo calyptratus) is een hagedis uit de familie kameleons (Chamaeleonidae).

## Naam en indeling
Deze soort wordt abusievelijk ook weleens yemenkameleon of helmkameleon genoemd vanwege de sterk vergrote oorkwab, net als bij de Hoehnel's kameleon (Chamaeleo hoehnelii), maar die van de laatste soort is beduidend kleiner. De Nederlandstalige naam verraadt een deel van het verspreidingsgebied in Jemen.
De wetenschappelijke naam van de soort werd voor het eerst voorgesteld door Duméril & Bibron in 1851. Later werd de wetenschappelijke naam Calyptosaura calyptratus gebruikt.

### Ondersoorten
De soort wordt verdeeld in twee ondersoorten die onderstaand zijn weergegeven, met de auteur en het verspreidingsgebied.
| Naam                             | Auteur                 | Verspreidingsgebied |
| -------------------------------- | ---------------------- | ------------------- |
| Chamaeleo calyptratus            | Duméril & Bibron, 1851 | Jemen               |
| Chamaeleo calyptratus calcarifer | Peters, 1871           | Saoedi-Arabië       |

## Uiterlijke kenmerken

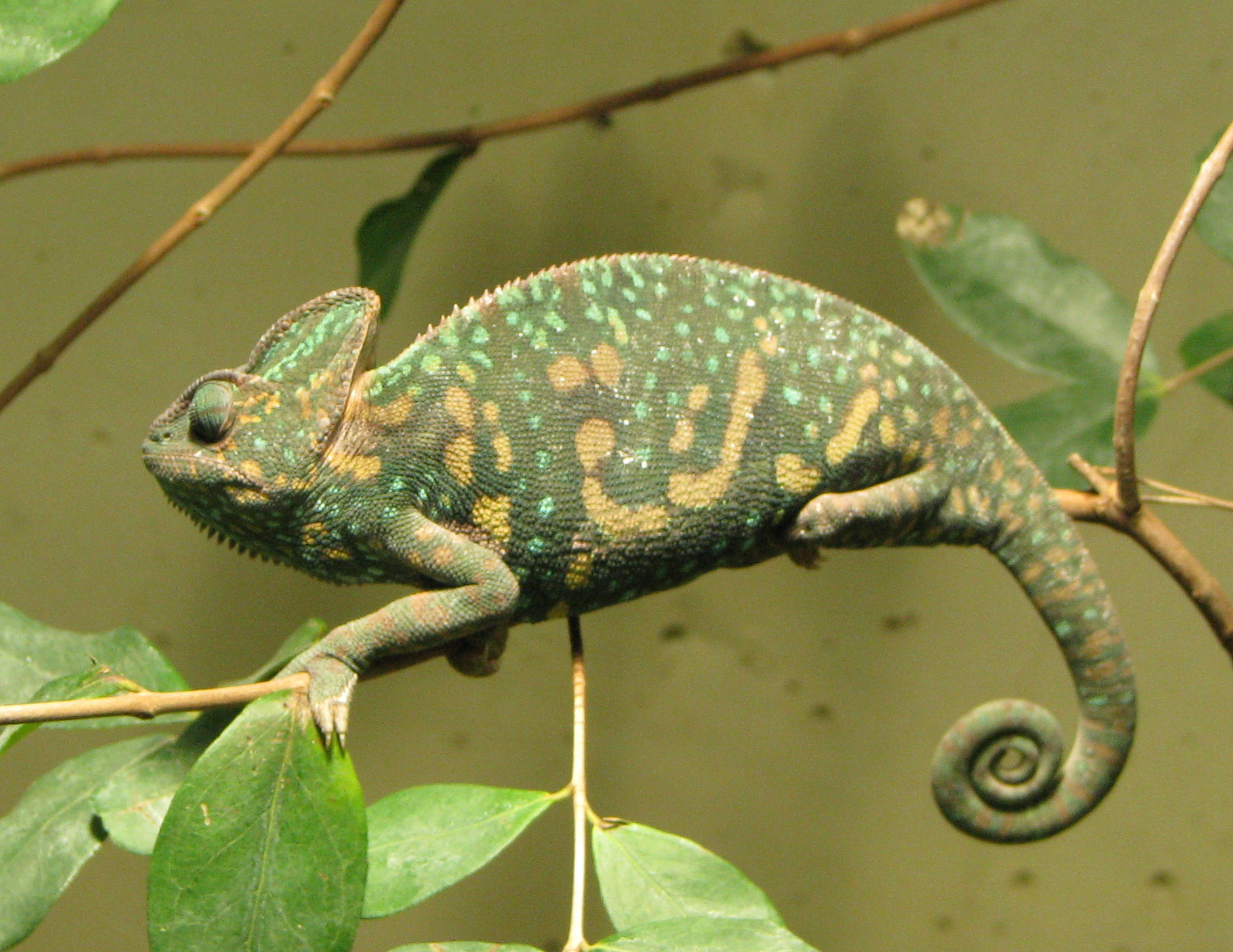
Vrouwtjes blijven kleiner en hebben een kleinere kam.

Met ruim 50 centimeter en uitschieters naar 65 centimeter is dit een van de grotere soorten kameleons, mannetjes kunnen de 60 centimeter bereiken maar vrouwtjes blijven vaak de helft kleiner. De determinatie is eenvoudig; de oorkwab heeft een enorme vergroeiing aan de bovenzijde die duidelijk boven de kop uitsteekt en bestaat uit een vergroeiing van de schedel. Deze zogenaamde helm kan tot zes centimeter lang worden en staat recht overeind. De rugkam heeft vrij grove stekels, maar de keelkam heeft grovere stekels, er is geen echte keelzak aanwezig. Verder heeft deze soort een lichte streep op de flank, die niet altijd even duidelijk zichtbaar is. De mannetjes zijn te onderscheiden door hun relatief hogere helm en de sporen aan de achterpoten.

## Levenswijze
De jemenkameleon eet insecten en andere kleine ongewervelden, maar ook wel grotere prooien zoals vogels, kleine zoogdieren en hagedissen, die met de kleverige tong gevangen worden. Ook plantendelen zoals bessen en bladeren worden gegeten, maar planten maken maar een klein deel van het menu uit.
De jemenkameleon is berucht vanwege het asociale gedrag tegenover soortgenoten, behalve in de paartijd. Dan wordt ook de basiskleur iets donkerder, maar voor mensen is dat moeilijk waar te nemen. De vrouwtjes zetten de eieren af in het substraat, ze kunnen 25 tot veertig eieren produceren. Ze kan twee maanden later al weer drachtig worden. Vrouwtjes worden tot drie jaar oud, mannetjes tot vijf jaar.

## In gevangenschap
Deze kameleon wordt weleens aangeboden in de dierenhandel, en soms zelfs aangeprezen als beginnerssoort. Hoewel de jemenkameleon zeker niet de moeilijkste soort van de kameleons is, kennen alle soorten kameleons vele nadelen ten opzichte van andere hagedissen, zoals een scala aan ziektes, een hekel aan aanraking en een gebrek aan kalk (vooral de eierleggende vrouwtjes), UV-licht en vitaminen. De jemenkameleon is een van de meest in gevangenschap gekweekte soorten.

## Verspreiding en habitat

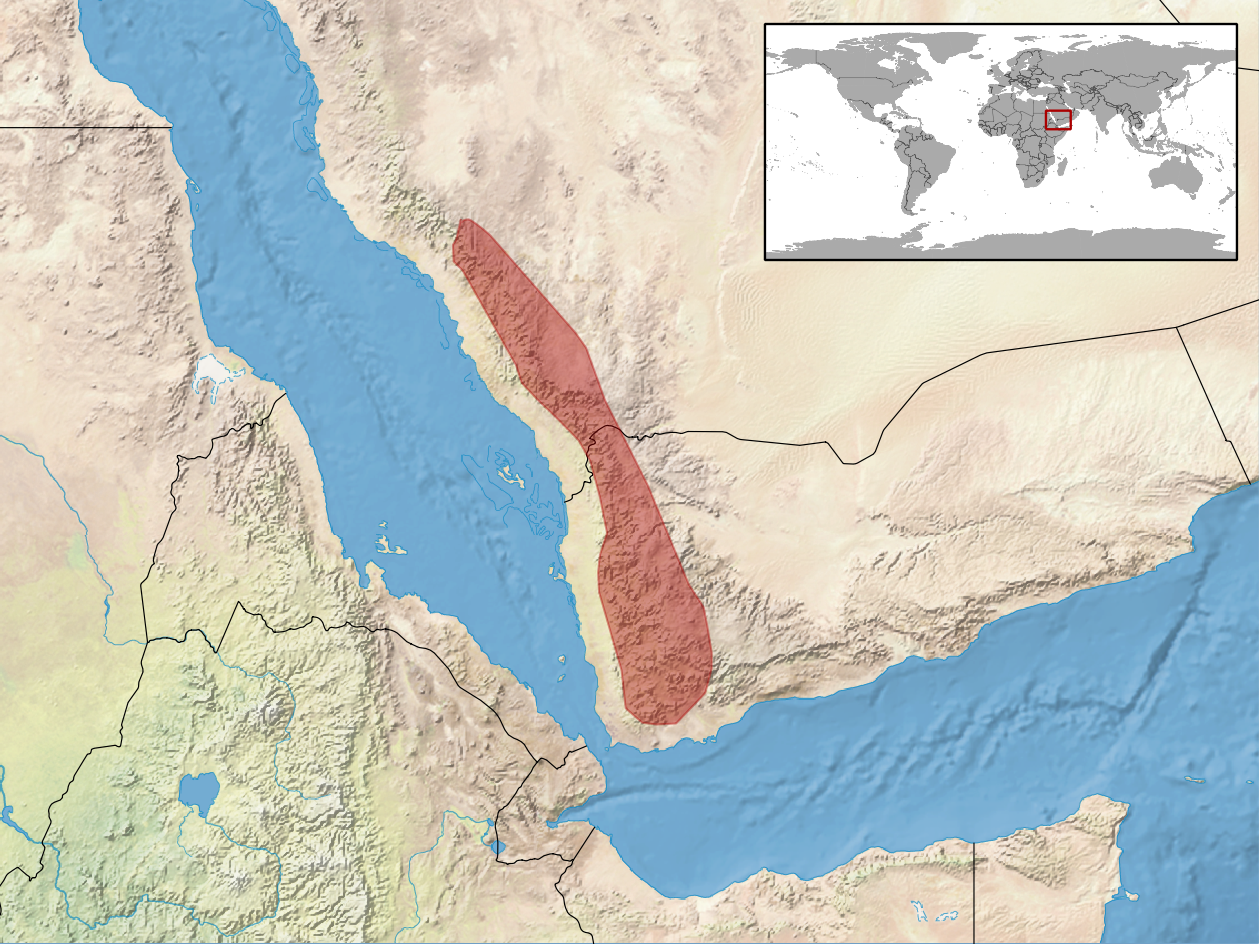
Leefgebied

De jemenkameleon komt voor in delen van het Midden-Oosten en leeft in de landen Saoedi-Arabië en Jemen. In de |Verenigde Staten is de soort geïntroduceerd. De habitat bestaat voornamelijk uit drogere tropische en subtropische scrublanden, graslanden en ook wel plantages en tuinen. De kameleon houdt zich meestal op in struiken en komt zelden op de bodem. Deze soort komt voor op een hoogte van 1200 tot 2000 meter boven zeeniveau.

## Beschermingsstatus
Door de internationale natuurbeschermingsorganisatie IUCN is de beschermingsstatus 'veilig' toegewezen (Least Concern of LC).